# Open Transport
Open Transport は、AppleがUNIX System VのSTREAMSを実装したものの名称。それまでのMacTCPを置き換えた。
Open TransportはMentat Portable Streamsという実装に基づいており、TCP/IPとシリアル通信を制御する。さらに、AppleはこれにAppleTalkの実装も追加した。

## 歴史
Open Transportは1995年5月、Power Mac 9500で最初に採用された。System 7.5.2 に含まれ、PCIベースのPower Macの新製品向けにリリースされたが、その後古いハードウェアでも利用可能となった。PCIベースの新しいMacではMacTCPがサポートされていなかったが、古いシステムではMacTCPとOpen TransportをNetwork Software Selectorで切り替え可能になっていた。MacTCPにはない機能として、複数の設定を切り替えて使用可能だった。
Open Transportの評価は様々である。高速性と拡張性を評価する者もいたが、初期のOpen TransportのTCP/IP実装はバグが多く不評を買った。また、C++向けに設計されたAPIが問題にされることもあった（バイナリ互換問題）。Open Transportのアーキテクチャ（すなわち STREAMS）は、様々なプロトコルスタックを容易に追加できるのが特徴だが、TCP/IP があらゆる通信で使われるようになるにつれ、オーバースペックで複雑すぎる点が問題となっていった。
このため、Open TransportはmacOSへの移行時に捨てられることになった。macOSではより一般的なソケットが使われている。Open TransportはClassic環境で古いアプリケーションを使う際に限定的に使われている。